# 阮黄林

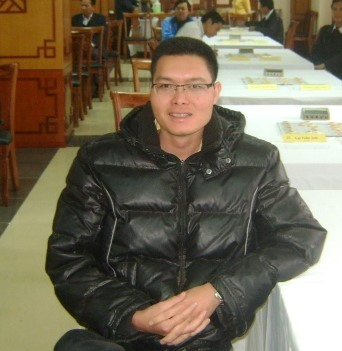
摄于2012年

阮黄林（1980年7月31日—），越南象棋棋手，象棋国际特级大师。

## 生平
阮黄林于2010、2011年连续两届获越南全国象棋个人锦标赛亚军。2011年，他在澳门举办的第十五届亚洲象棋个人锦标赛中夺冠，成为历史上首位非中国籍的象棋亚洲男子冠军。2012年，击败陶国兴首次夺得越南全国锦标赛冠军。同年，他在北京举办的第二届世界智力精英运动会上获象棋个人银牌。2014年，又获越南全国锦标赛亚军。